# نواب شاه
نواب شاه (بالأردوية: نوابشاہ)‏ هي مدينة، في باكستان، تقع في Shaheed Benazirabad District ‏ ، وهي عاصمتها، بلغ عدد سكانها 263,102 نسمة وذلك حسب إحصائيات سنة 2017، تبلغ مساحتها 4,239 كيلومتر مربع.

## المناخ
يظهر الجدول التالي التغييرات المناخية على مدار السنة لنواب شاه:
| البيانات المناخية لـنواب شاه      | البيانات المناخية لـنواب شاه | البيانات المناخية لـنواب شاه | البيانات المناخية لـنواب شاه | البيانات المناخية لـنواب شاه | البيانات المناخية لـنواب شاه | البيانات المناخية لـنواب شاه | البيانات المناخية لـنواب شاه | البيانات المناخية لـنواب شاه | البيانات المناخية لـنواب شاه | البيانات المناخية لـنواب شاه | البيانات المناخية لـنواب شاه | البيانات المناخية لـنواب شاه | البيانات المناخية لـنواب شاه |
| الشهر                             | يناير                        | فبراير                       | مارس                         | أبريل                        | مايو                         | يونيو                        | يوليو                        | أغسطس                        | سبتمبر                       | أكتوبر                       | نوفمبر                       | ديسمبر                       | المعدل السنوي                |
| --------------------------------- | ---------------------------- | ---------------------------- | ---------------------------- | ---------------------------- | ---------------------------- | ---------------------------- | ---------------------------- | ---------------------------- | ---------------------------- | ---------------------------- | ---------------------------- | ---------------------------- | ---------------------------- |
| الدرجة القصوى °م (°ف)             | 33.7 (92.7)                  | 38.0 (100.4)                 | 44.5 (112.1)                 | 48.5 (119.3)                 | 51 (124)                     | 50.5 (122.9)                 | 47.5 (117.5)                 | 48.9 (120.0)                 | 44.5 (112.1)                 | 43 (109)                     | 41 (106)                     | 35 (95)                      | 51.0 (123.8)                 |
| متوسط درجة الحرارة الكبرى °م (°ف) | 24.3 (75.7)                  | 27.5 (81.5)                  | 33.6 (92.5)                  | 39.6 (103.3)                 | 43.4 (110.1)                 | 43.6 (110.5)                 | 40.3 (104.5)                 | 38.8 (101.8)                 | 38.7 (101.7)                 | 37.4 (99.3)                  | 31.9 (89.4)                  | 25.8 (78.4)                  | 35.4 (95.7)                  |
| متوسط درجة الحرارة الصغرى °م (°ف) | 6.1 (43.0)                   | 8.8 (47.8)                   | 14.3 (57.7)                  | 19.7 (67.5)                  | 24.6 (76.3)                  | 27.5 (81.5)                  | 27.4 (81.3)                  | 26.1 (79.0)                  | 23.3 (73.9)                  | 18.4 (65.1)                  | 12.3 (54.1)                  | 7.8 (46.0)                   | 18.0 (64.4)                  |
| أدنى درجة حرارة °م (°ف)           | −2.6 (27.3)                  | −3.6 (25.5)                  | 3 (37)                       | 7 (45)                       | 15 (59)                      | 17 (63)                      | 20 (68)                      | 18.9 (66.0)                  | 14.6 (58.3)                  | 7.5 (45.5)                   | 2.8 (37.0)                   | −1.0 (30.2)                  | −3.6 (25.5)                  |
| الهطول مم (إنش)                   | 1.9 (0.07)                   | 2.7 (0.11)                   | 3.4 (0.13)                   | 2.7 (0.11)                   | 1.3 (0.05)                   | 6.6 (0.26)                   | 54.5 (2.15)                  | 43.7 (1.72)                  | 12.9 (0.51)                  | 3.4 (0.13)                   | 1.0 (0.04)                   | 3.6 (0.14)                   | 114.1 (4.49)                 |
| المصدر:                           |                              |                              |                              |                              |                              |                              |                              |                              |                              |                              |                              |                              |                              |

## أعلام
- آصف علي زرداري
- راجا داهر
- محمد أكرم
- حاكم علي زرداري